# ستايرين
الستايرين أو الستيرين هو مركب كيميائي عضوي معين لديه الصيغة الكيميائية C8H8. وتتكون بنيتها الكيميائية من مجموعة الفاينيل المرتبطة كيميائياً مع حلقة البنزين. في درجة حرارة الغرفة وضغطها يكون الستايرين واضح وسائل وعديم اللون. كذلك توجد أسماء أخرى للستايرين مثل : ستايرول، فايني بينزين، فينل إيثين، فيني إيثيلين.

## استخدامات
يستخدم الستايرين في الصناعات الكيميائية . كذلك من الممكن أن يتحد عدد كبير من جزيئات الستايرين ليشكل متعدد الستايرين والذي يستخدم في صناعة البلاستيك.

## إعادة المعالجة الحيوية
يمكن أن يستخدم الفطر الشبيه بالخميرة والمسمى المتفالية الجانسيلمية لمعالجة الهواء الملوث بالستايرين.